# Montifringilla
A Montifringilla a madarak (Aves) osztályának verébalakúak (Passeriformes) rendjébe, ezen belül a verébfélék (Passeridae) családja tartozó nem. A fajok egyrészét áthelyezték a Pyrgilauda és az Onychostruthus nembe.

## Rendszerezésük
A nemet Alfred Brehm német természettudós írta le 1828-ban, az alábbi fajok tartoznak ide:
- himalájai havasipinty (Montifringilla adamsi)
- tibeti havasipinty (Montifringilla henrici)
- havasipinty (Montifringilla nivalis)